# Sobolevskite
La sobolevskite è un minerale appartenente al gruppo della niccolite.